# Ophiomyia puerarivora
Ophiomyia puerarivora este o specie de muște din genul Ophiomyia, familia Agromyzidae, descrisă de Mitsuhiro Sasakawa în anul 1981. Conform Catalogue of Life specia Ophiomyia puerarivora nu are subspecii cunoscute.